# Стюарт, Шервуд
Шервуд Стюарт (англ. Sherwood Stewart; род. 6 июня 1946, Гус-Крик, Техас) — американский профессиональный теннисист и теннисный тренер, бывшая четвёртая ракетка мира в парном разряде. Пятикратный победитель турниров Большого шлема в мужском и смешанном парном разряде, победитель турнира Мастерс 1976 года в парном разряде, обладатель Кубка Дэвиса 1978 года в составе сборной США. В общей сложности победитель 53 турниров Большого шлема, Гран-при и WCT в парном и одного в одиночном разряде.

## Спортивная карьера
Шервуд Стюарт впервые появился в основной турнирной сетке чемпионата США в 1966 году, незадолго до того, как этот турнир получил статус открытого. Он дошёл до второго круга, где проиграл действующему чемпиону Франции — австралийцу Тони Рочу. На следующий год, выступая за Университет Ламара (Бомонт, Техас), он стал чемпионом NCAA в одиночном разряде; до настоящего времени Стюарт остаётся единственным представителем Университета Ламара, которому удалось завоевать чемпионский титул NCAA в теннисе. В этом же году благодаря Стюарту команда его вуза выиграла конференцию Саутленд — единственный раз между 1964 и 1972 годом, когда этот титул достался не сборной Университета Тринити (Сан-Антонио). Стюарт три раза подряд, с 1966 по 1968 год, становился чемпионом конференции Саутленд в парном разряде.
Существенные успехи в карьере Стюарта начались в первой половине 1970-х годов. Свой первый титул в турнирах профессионального тура Гран-при он завоевал в парном разряде в 1972 году на Открытом чемпионате Японии; в 1974 году в Дублине он добился аналогичного результата в одиночном разряде. Этот титул в одиночном разряде стал для него единственным в карьере, хотя в 1975 году он ещё побывал в одиночном финале на Открытом чемпионате Цинциннати, но в парном разряде его результаты продолжали улучшаться. К концу 1975 года Стюарт добился достаточно высоких результатов в парах (где завоевал два титула и вышел в полуфинал Открытого чемпионата США), чтобы с Фредом Макнейром принять участие в турнире Мастерс — итоговом турнире сезона тура Гран-при. В турнире, проходившем по круговой схеме, участвовали четыре пары, и Стюарт и Макнейр с двумя победами в трёх матчах уступили титул лишь по дополнительному показателю — разнице выигранных и проигранных сетов.
За 1976 год Стюарт десять раз играл в парных финалах турниров Гран-при и второго профессионального тура — World Championship Tennis (WCT), в том числе семь раз с Макнейром, и завоевал семь титулов. В паре с Макнейром он становился чемпионом четырежды, в том числе на Открытом чемпионате Франции. На турнире Мастерс они снова выступали вместе и на этот раз стали его победителями. В следующем сезоне Стюарт и Макнейр побывали в восьми финалах, но выиграть сумели только два, и в начале 1978 года пара распалась. За 1978 год Стюарт снова сыграл восемь парных финалов, но с семью разными партнёрами (включая Открытый чемпионат США, где выступал с соотечественником Марти Риссеном), и завоевал пять титулов. В 1977 и 1978 годах он также представлял сборную США в Кубке Дэвиса, став в 1978 году в паре с Макнейром одним из игроков чемпионского состава, хотя в финале участия не принимал.
В начале 1979 года Стюарт сыграл с румыном Илие Настасе в итоговом турнире WCT, уступив в финале американской паре Джон Макинрой/Питер Флеминг. Начавшийся таким образом сезон сложился для него удачно и в дальнейшем — Стюарт окончил его лидером тура Гран-при по набранным призовым очкам в парном разряде. За год он ещё 11 раз играл в финалах турниров Гран-при и WCT (в том числе девять раз с Риссеном) и выиграл десять из них. На Открытом чемпионате США они с Риссеном проиграли в полуфинале Макинрою (к тому моменту первой ракетке мира в парном разряде) и Флемингу, а на Открытом чемпионате Австралии Стюарт и Хэнк Пфистер стали четвертьфиналистами.
По результатам сезона 1979 года Стюарт и Риссен стали участниками обоих итоговых турниров — WCT и Гран-при, — но не смогли пробиться в финал ни в одном из них. Это положило начало первому с 1974 года сезону в карьере Стюарта, в котором ему не удалось выиграть ни одного турнира. Трижды за год он играл в финалах (дважды с Риссеном), а на Открытом чемпионате США они второй раз подряд достигли полуфинала, где проиграли Стэну Смиту и Бобу Лутцу. 1981 год сложился для Стюарта более удачно — семь финалов (из них четыре с Ферди Тайганом) и три титула, однако на новый пик формы он поднялся в 1982 году. Во второй раз за карьеру он окончил его на первом месте по призовым очкам среди всех теннисистов, выступающих в парном разряде, а с Тайганом они стали лучшей парой года по рейтингу Ассоциации теннисистов-профессионалов. Всего за сезон Стюарт сыграл в 13 финалах (из них 9 с Тайганом) и победил в девяти из них (семь с Тайганом). Среди прочих побед он во второй раз выиграл Открытый чемпионат Франции, а на Уимблдонском турнире дошёл до полуфинала. На турнире Мастерс Стюарт и Тайган дошли до финала, проиграв там Макинрою и Флемингу.
За 1983 год Стюарт, расставшийся с Тайганом, сыграл в десяти финалах, из них в пяти с австралийцем Марком Эдмондсоном (включая Открытый чемпионат Франции) и три с американцем Стивом Дентоном (включая Открытый чемпионат Австралии). В половине финалов он одержал победы (четыре из пяти — с Эдмондсоном). В 1984 году из семи финалов Стюарт в шести играл с Эдмондсоном и выиграл три из них, в том числе завершавший сезон Открытый чемпионат Австралии, в остальных трёх турнирах Большого шлема выбывая из борьбы в четвертьфинале. По итогам обоих сезонов Стюарт снова выступал в турнире Мастерс, оба раза проиграв в паре с Эдмондсоном Макинрою и Флемингу — в турнире 1983 года в полуфинале, а в турнире 1984 года в финале.
За 1985—1988 годы Стюарт в общей сложности ещё десять раз играл в финалах, выиграв два турнира. Его лучшим результатом в турнирах Большого шлема в эти годы стал полуфинал Открытого чемпионата Франции 1986 года, где с ним выступал местный теннисист Анри Леконт. В последние годы игровой карьеры Стюарта, с 1987 по 1989 год, свои лучшие результаты он показывал в миксте, где четырежды доходил до финала в турнирах Большого шлема. В трёх из этих финалов с ним выступала Зина Гаррисон, ещё одна уроженка Техаса, для которой с 1987 года Стюарт выступал в качестве не только партнёра на корте, но и тренера. Вместе Стюарт и Гаррисон завоевали два титула в миксте, в том числе победив на Уимблдонском турнире 1988 года. Выиграв Уимблдон в возрасте 42 лет, Стюарт стал самым возрастным победителем этого турнира среди мужчин в смешанном парном разряде; этот рекорд не побит до настоящего времени.
Свой последний матч в профессиональном теннисном турнире Стюарт провёл в марте 1990 года в Майами. В общей сложности он выиграл за свою парную карьеру 728 матчей, став одним из немногих теннисистов, сумевших одержать больше 700 побед в мужском парном разряде. По окончании активной игровой карьеры он почти не выступал в соревнованиях ветеранов, появляясь только на Открытом чемпионате США и Уимблдонском турнире и больше внимания уделяя игре в ветеранских соревнованиях по гольфу.

## Финалы турниров Большого шлема за карьеру

### Мужской парный разряд (3-3)
| Результат | Год  | Турнир                         | Покрытие | Партнёр        | Соперники в финале             | Счёт в финале         |
| --------- | ---- | ------------------------------ | -------- | -------------- | ------------------------------ | --------------------- |
| Победа    | 1976 | Открытый чемпионат Франции     | Грунт    | Фред Макнейр   | Брайан Готтфрид Рауль Рамирес  | 7-6, 6-3, 6-1         |
| Поражение | 1978 | Открытый чемпионат США         | Хард     | Марти Риссен   | Боб Лутц Стэн Смит             | 6-1, 5-7, 3-6         |
| Победа    | 1982 | Открытый чемпионат Франции (2) | Грунт    | Ферди Тайган   | Ганс Гильдемайстер Белус Пражу | 7-5, 6-3, 1-1 — отказ |
| Поражение | 1983 | Открытый чемпионат Франции     | Грунт    | Марк Эдмондсон | Ханс Симонссон Андерс Яррид    | 6-7, 4-6, 2-6         |
| Поражение | 1983 | Открытый чемпионат Австралии   | Трава    | Стив Дентон    | Пол Макнами Марк Эдмондсон     | 3-6, 6-7              |
| Победа    | 1984 | Открытый чемпионат Австралии   | Трава    | Марк Эдмондсон | Матс Виландер Йоаким Нюстрём   | 6-2, 6-2, 7-5         |

### Смешанный парный разряд (2-2)
| Результат | Год  | Турнир                       | Покрытие | Партнёрша             | Соперники в финале           | Счёт в финале    |
| --------- | ---- | ---------------------------- | -------- | --------------------- | ---------------------------- | ---------------- |
| Победа    | 1987 | Открытый чемпионат Австралии | Трава    | Зина Гаррисон         | Энн Хоббс Эндрю Касл         | 3-6, 7-6(5), 6-3 |
| Поражение | 1987 | Открытый чемпионат Франции   | Грунт    | Лори Макнил           | Пэм Шрайвер Эмилио Санчес    | 3-6, 6-7(4)      |
| Победа    | 1988 | Уимблдонский турнир          | Трава    | Зина Гаррисон         | Гретхен Мейджерс Келли Джонс | 6-1, 7-6(3)      |
| Поражение | 1989 | Открытый чемпионат Австралии | Хард     | Зина Гаррисон-Джексон | Яна Новотна Джим Пью         | 3-6, 4-6         |

## Финалы турнира Мастерс и итогового турнира WCT за карьеру

### Парный разряд (1-3)
| Результат | Год  | Турнир                                      | Покрытие | Партнёр        | Соперники в финале            | Счёт в финале           |
| --------- | ---- | ------------------------------------------- | -------- | -------------- | ----------------------------- | ----------------------- |
| Победа    | 1976 | Мастерс, Хьюстон, США                       | Ковёр(i) | Фред Макнейр   | Брайан Готтфрид Рауль Рамирес | 6-3, 5-7, 5-7, 6-4, 6-4 |
| Поражение | 1979 | Итоговый турнир WCT, Лондон, Великобритания | Ковёр(i) | Илие Настасе   | Джон Макинрой Питер Флеминг   | 6-3, 2-6, 3-6, 1-6      |
| Поражение | 1982 | Мастерс, Нью-Йорк, США                      | Ковёр(i) | Ферди Тайган   | Джон Макинрой Питер Флеминг   | 5-7, 3-6                |
| Поражение | 1984 | Мастерс, Нью-Йорк                           | Ковёр(i) | Марк Эдмондсон | Джон Макинрой Питер Флеминг   | 3-6, 1-6                |

## Титулы за карьеру

### Одиночный разряд (1)
| №  | Дата         | Турнир           | Покрытие | Соперник в финале | Счёт в финале |
| -- | ------------ | ---------------- | -------- | ----------------- | ------------- |
| 1. | 15 июля 1974 | Дублин, Ирландия | Хард     | Колин Даудсвелл   | 6-3, 9-8      |

### Мужской парный разряд (53)
| №   | Дата             | Турнир                                   | Покрытие | Партнёр         | Соперники в финале                | Счёт в финале           |
| --- | ---------------- | ---------------------------------------- | -------- | --------------- | --------------------------------- | ----------------------- |
| 1.  | 22 октября 1972  | Открытый чемпионат Японии, Токио         | Хард     | Дик Делл        | Марсельо Лара Джефф Симпсон       | 6-3, 6-2                |
| 2.  | 22 октября 1973  | Манила, Филиппины                        | Хард     | Марсельо Лара   | Ганс-Юрген Поман Юрген Фассбендер | 6-2, 6-0                |
| 3.  | 1 апреля 1974    | Тусон, Аризона, США                      | Хард     | Чарли Пасарелл  | Мануэль Орантес Том Эдлефсен      | 6-4, 6-4                |
| 4.  | 29 июля 1974     | Цинциннати, США                          | Хард     | Дик Делл        | Джеймс Делани Джон Уитлингер      | 4-6, 7-6, 6-2           |
| 5.  | 22 сентября 1975 | Сан-Франциско, США                       | Ковёр(i) | Фред Макнейр    | Аллан Стоун Ким Уорик             | 6-2, 7-6(3)             |
| 6.  | 6 октября 1975   | Мауи, Гавайи, США                        | Хард     | Фред Макнейр    | Джефф Боровяк Харун Рахим         | 3-6, 7-6, 6-3           |
| 7.  | 9 февраля 1976   | Дейтон, Огайо, США                       | ковёр(i) | Рэй Раффелс     | Чарли Пасарелл Хайме Фильоль      | 6-2, 3-6, 7-5           |
| 8.  | 16 февраля 1976  | Солсбери, Мэриленд, США                  | Ковёр(i) | Фред Макнейр    | Стив Крулевиц Трей Уолтке         | 6-3, 6-2                |
| 9.  | 19 апреля 1976   | Сакраменто, США                          | Ковёр(i) | Том Горман      | Майк Кэхилл Джон Уитлингер        | 3-6, 6-4, 6-4           |
| 10. | 17 мая 1976      | Открытый чемпионат Германии, Гамбург     | Грунт    | Фред Макнейр    | Дик Крили Ким Уорик               | 7-6, 7-6, 7-6           |
| 11. | 31 мая 1976      | Открытый чемпионат Франции, Париж        | Грунт    | Фред Макнейр    | Брайан Готтфрид Рауль Рамирес     | 7-6, 6-3, 6-1           |
| 12. | 5 июля 1976      | Открытый чемпионат Швеции, Бостад        | Грунт    | Фред Макнейр    | Хуан Хисберт Войтек Фибак         | 6-3, 6-4                |
| 13. | 22 ноября 1976   | Йоханнесбург, ЮАР                        | Хард     | Брайан Готтфрид | Стэн Смит Хуан Хисберт            | 1-6, 6-1, 6-2, 7-6      |
| 14. | 12 декабря 1976  | Мастерс, Хьюстон, США                    | Ковёр(i) | Фред Макнейр    | Брайан Готтфрид Рауль Рамирес     | 6-3, 5-7, 5-7, 6-4, 6-4 |
| 15. | 28 февраля 1977  | Мемфис, США                              | Ковёр(i) | Фред Макнейр    | Боб Лутц Стэн Смит                | 4-6, 7-6, 7-6           |
| 16. | 21 ноября 1977   | Овьедо, Испания                          | Хард(i)  | Фред Макнейр    | Ян Кодеш Рауль Рамирес            | 6-3, 6-1                |
| 17. | 17 апреля 1978   | Гвадалахара, Мексика                     | Грунт    | Сэнди Майер     | Джин Майер Саши Менон             | 4-6, 7-6, 6-3           |
| 18. | 19 ноября 1978   | Тайбэй, Тайвань                          | Ковёр(i) | Бутч Уолтс      | Джон Маркс Марк Эдмондсон         | 6-2, 6-7, 7-6           |
| 19. | 26 ноября 1978   | Манила (2)                               | Грунт    | Брайан Тичер    | Росс Кейс Крис Кейчел             | 6-3, 7-6                |
| 20. | 10 декабря 1978  | Калькутта, Индия                         | Грунт    | Саши Менон      | Жиль Мореттон Янник Ноа           | 7-6, 6-4                |
| 21. | 25 декабря 1978  | Сидней (New South Wales Open), Австралия | Трава    | Хэнк Пфистер    | Сид Болл Боб Кармайкл             | 6-4, 6-4                |
| 22. | 15 января 1979   | Балтимор, США                            | Ковёр(i) | Марти Риссен    | Ананд Амритрадж Клифф Дрисдейл    | 7-6, 6-4                |
| 23. | 20 апреля 1979   | Хьюстон, США                             | Грунт    | Джин Майер      | Джон Александер Джефф Мастерс     | 6-1, 5-7, 6-4           |
| 24. | 23 апреля 1979   | Лас-Вегас, США                           | Хард     | Марти Риссен    | Адриано Панатта Рауль Рамирес     | 4-6, 6-4, 7-6(7)        |
| 25. | 16 июля 1979     | Вашингтон, США                           | Грунт    | Марти Риссен    | Брайан Готтфрид Рауль Рамирес     | 2-6, 6-3, 6-4           |
| 26. | 23 июля 1979     | Луисвилл, США                            | Хард     | Марти Риссен    | Виджай Амритрадж Рауль Рамирес    | 6-2, 1-6, 6-1           |
| 27. | 27 августа 1979  | Лафайетт, Луизиана, США                  | Ковёр(i) | Марти Риссен    | Виктор Амайя Эрик Фридлер         | 6-4, 6-4                |
| 28. | 17 сентября 1979 | Те-Вудлендс, Техас, США                  | Хард     | Марти Риссен    | Тим Галликсон Боб Кармайкл        | 6-3, 2-2 — отказ        |
| 29. | 17 сентября 1979 | Лос-Анджелес, США                        | Ковёр(i) | Марти Риссен    | Фрю Макмиллан Войтек Фибак        | 6-4, 6-4                |
| 30. | 29 октября 1979  | Tokyo Indoor, Япония                     | Ковёр(i) | Марти Риссен    | Майк Кэхилл Терри Мур             | 6-4, 7-6                |
| 31. | 25 ноября 1979   | Буэнос-Айрес, Аргентина                  | Грунт    | Томаш Шмид      | Маркус Осевар Жуан Суарис         | 6-1, 7-5                |
| 32. | 26 января 1981   | Филадельфия, США                         | Ковёр(i) | Марти Риссен    | Брайан Готтфрид Рауль Рамирес     | 6-2, 6-2                |
| 33. | 6 апреля 1981    | Хьюстон (2)                              | Грунт    | Марк Эдмондсон  | Ананд Амритрадж Фред Макнейр      | 6-4, 6-3                |
| 34. | 9 ноября 1981    | Лондон (Уэмбли), Великобритания          | Ковёр(i) | Ферди Тайган    | Джон Макинрой Питер Флеминг       | 7-5, 6-7, 6-4           |
| 35. | 19 января 1982   | Мехико, Мексика                          | Ковёр(i) | Ферди Тайган    | Балаж Тароци Томаш Шмид           | 6-4, 7-5                |
| 36. | 8 марта 1982     | Брюссель, Бельгия                        | Ковёр(i) | Павел Сложил    | Крис Данк Трейси Делатте          | 6-4, 6-7, 7-5           |
| 37. | 13 марта 1982    | Роттердам, Нидерланды                    | Ковёр(i) | Марк Эдмондсон  | Фриц Бюнинг Кевин Каррен          | 7-5, 6-2                |
| 38. | 12 апреля 1982   | Лос-Анджелес (2)                         | Хард     | Ферди Тайган    | Брюс Мэнсон Брайан Тичер          | 6-1, 6-7, 6-3           |
| 39. | 25 апреля 1982   | Лас-Вегас (2)                            | Хард     | Ферди Тайган    | Ван Винитски Карлус Кирмайр       | 7-6, 6-4                |
| 40. | 24 мая 1982      | Открытый чемпионат Франции (2)           | Грунт    | Ферди Тайган    | Ганс Гильдемайстер Белус Пражу    | 7-5, 6-3, 1-1 — отказ   |
| 41. | 26 июля 1982     | Норт-Конвей, Нью-Гэмпшир, США            | Грунт    | Ферди Тайган    | Пабло Аррайя Эрик Фромм           | 6-2, 7-6(3)             |
| 42. | 3 августа 1982   | Индианаполис, США                        | Грунт    | Ферди Тайган    | Робби Вентер Блейн Уилленборг     | 6-4, 7-5                |
| 43. | 18 октября 1982  | Открытый чемпионат Японии (2)            | Грунт    | Ферди Тайган    | Тим Галликсон Том Галликсон       | 6-1, 3-6, 7-6           |
| 44. | 18 апреля 1983   | Борнмут, Великобритания                  | Грунт    | Томаш Шмид      | Хайнц Гюнтхардт Балаж Тароци      | 7-6, 7-5                |
| 45. | 25 июля 1983     | Норт-Конвей (2)                          | Грунт    | Марк Эдмондсон  | Дрю Гитлин Эрик Фромм             | 7-6, 6-1                |
| 46. | 1 августа 1983   | Индианаполис (2)                         | Грунт    | Марк Эдмондсон  | Карлус Кирмайр Кассиу Мотта       | 6–3, 6–2                |
| 47. | 10 октября 1983  | Сидней (Custom Credit Indoor), Австралия | Хард(i)  | Марк Эдмондсон  | Джон Макинрой Питер Реннерт       | 6-2, 6-4                |
| 48. | 23 октября 1983  | Tokyo Indoor (2)                         | Ковёр(i) | Марк Эдмондсон  | Стив Дентон Джон Фицджеральд      | 6-1, 6-4                |
| 49. | 26 марта 1984    | Бока-Ратон, США                          | Хард     | Марк Эдмондсон  | Дейвид Даулен Ндука Одизор        | 4-6, 6-1, 6-4           |
| 50. | 16 апреля 1984   | Монте-Карло, Монако                      | Грунт    | Марк Эдмондсон  | Матс Виландер Ян Гуннарсон        | 6-2, 6-1                |
| 51. | 26 ноября 1984   | Открытый чемпионат Австралии, Мельбурн   | Трава    | Марк Эдмондсон  | Матс Виландер Йоаким Нюстрём      | 6-2, 6-2, 7-5           |
| 52. | 9 ноября 1986    | Стокгольм, Швеция                        | Хард(i)  | Ким Уорик       | Слободан Живоинович Пэт Кэш       | 6-4, 6-4                |
| 53. | 22 марта 1987    | Орландо, США                             | Хард     | Ким Уорик       | Пол Аннаконе Кристо ван Ренсбург  | 2-6, 7-6, 6-4           |